# زبان مانسی
زبان مانسی شاخه‌ای از زبان‌های اورالی است که مانسی‌ها در کناره‌های رود اُب و ریزابه‌هایش در ناحیه خودگردان خانتی-مانسی و استان سوردلوفسک در روسیه به آن سخن می‌گویند. بیشترین ارتباط زبان مانسی با خانتی و پس از آن با مجاری است.
در سرشماری سال ۲۰۱۰، از بین حدود ۱۲٬۰۰۰ نفر جمعیت قومیِ مانسی فقط ۹۴۰ نفر به این گویش صحبت می‌کنند.